# Josef Páta
Josef Páta (ur. 27 sierpnia 1886 w Litomyšlu, zm. 24 czerwca 1942 w Pradze) – czeski językoznawca, slawista, sorabista i tłumacz; profesor Uniwersytetu Karola w Pradze. Tworzył przekłady z języków łużyckich. 

## Twórczość (wybór)
- Zlomek evangelistáře XII. stol. Sofijské národní knihovny (č. 397) : studie gramaticko-lexikální (1915)
- Několik kapitol z dějin styků česko-bulharských (1917)
- Lužice (1919, 1946; po łużycku 1920 [przekład Jurij Wicaz],1923, po bułgarsku 1924)
- Z dějin Lužických Srbů v Lipsku (1919)
- Krátká příručka hornolužické srbštiny (1920)
- Lužickosrbská čítanka (1920)
- Serbska čitanka (1920)
- Kapesní slovník Lužicko-česko-jihoslovanský a česko-lužický (1920)
- Bulharský národní básník Ivan Vazov (1921)
- Úvod do studia lužickosrbského písemnictví (1925)
- Jaroslav Vrchlický a Lužice (1927)
- Introduction à l’étude de la littérature des Serbes de Lusace : (Résumé du texte lusacien) /1929/
- Josef Dobrovský a Lužice (1929)
- Co má každý vědět o dnešní Lužici (1930, 1932)
- Aus dem kulturellen Leben der lausitzer Serben nach dem Weltkriege (Bautzen, 1930)
- Les Serbes de Lusace : Littérature et culture aprés la Grande guerre (Genéve, 1933)
- Bulharské písemnictví ve XX. století (1934)
- Naše styky s Lužicí : jubilejní sborník (z Vladimírem Zmeškalem, 1934)
- Lužice, Československo a Slovanstvo (1935)
- Lužická otázka (1936)
- Lužické stati (1937)